# Eleição para regente no Brasil em 1838
A Eleição para regente do Brasil em 1835, foi uma eleição indireta feita pra eleger um novo regente. Após a saída de Diogo Feijó, Araújo Lima, assumiu o seu posto até o fim de seu mandato. Assim, ele sagrou-se na eleição, conseguindo se reeleger. Araujo Lima, venceu em quase todas as províncias, excetuando as de Pernambuco e de Santa Catarina.

## Resultados
| Pedro de Araújo Lima                                            |                | 4141 | 69,25 |
| Antônio Francisco de Paula de Holanda Cavalcanti de Albuquerque |                | 1839 | 30,75 |
| Total de votos                                                  | Total de votos | 5980 | 100   |